# 葛蘭特·梅傑
葛蘭特·梅傑（英語：Grant Major，1955年—）是一名紐西蘭的藝術總監。他最初在彼得·傑克森的幾部電影作品《神通鬼大》、《夢幻天堂》中擔任設計師，後來更參與了《魔戒電影三部曲》的製作工作，並藉《魔戒三部曲：王者再臨》而獲得奧斯卡最佳藝術指導獎。
後來他也相繼在《金剛》、《龍之谷：破曉奇兵》、《臥虎藏龍：青冥寶劍》等電影中擔任藝術指導。

## 榮譽
- 2001年 第74屆奧斯卡獎最佳藝術指導 提名 《魔戒首部曲：魔戒現身》[4]
- 2002年 第75屆奧斯卡獎最佳藝術指導 提名 《魔戒二部曲：雙城奇謀》[5]
- 2003年 第76屆奧斯卡獎最佳藝術指導 獲獎 《魔戒三部曲：王者再臨》[6]
- 2005年 第78屆奧斯卡獎最佳藝術指導 提名 《金剛》[7]

## 外部連結
- 葛蘭特·梅傑在互联网电影资料库（IMDb）上的資料（英文）
- 葛蘭特·梅傑在时光网上的簡介（简体中文）